# Reattore chimico semibatch
Un reattore chimico semibatch è un'apparecchiatura nella quale si svolge una reazione chimica in maniera semidiscontinua. È in genere costituito da un recipiente con un tubo di adduzione (o di uscita), un sistema di agitazione e di condizionamento termico.
Un reattore semibatch è un reattore discontinuo che opera secondo una sequenza:
- carico di tutti i reagenti meno uno e chiusura del reattore
- condizionamento termico
- reazione chimica
- spegnimento
- apertura e svuotamento
- lavaggio.

I reattori semibatch vengono preferiti ai reattori batch quando esiste il rischio concreto che si possa verificare una reazione fuggitiva (runaway). In un reattore semibatch tale reazione è impedita in quanto il reattore opera in difetto di un reagente.